# Masakuni Oda
Masakuni Oda (japanisch 小田 雅久仁; * 6. Juni 1974 in Sendai) ist ein japanischer Schriftsteller und Science-Fiction-Autor. Bekannt wurde er durch seine Werke, die Elemente von Fantasy, Horror und gesellschaftskritischer Fiktion vereinen.

## Leben
Masakuni Oda wurde 1974 in Sendai, Präfektur Miyagi, geboren. Im Alter von sieben Jahren zog er mit seiner Familie nach Nishinomiya in der Präfektur Hyōgo und später nach Toyonaka in der Präfektur Osaka, wo er bis heute lebt. Er absolvierte ein Studium der Politikwissenschaft an der Kansai-Universität.
2009 gewann er mit seinem Debütroman Zōdaiha ni tsugu (増大派に告ぐ, An die Expansionisten) den Großen Preis für japanische Fantasy-Romane und etablierte sich damit als Autor. Sein 2012 veröffentlichtes Werk Hon ni datte osu to mesu ga arimasu (本にだって雄と雌があります, Auch Bücher haben ein männliches und ein weibliches Geschlecht) wurde 2013 mit dem Twitter-Literaturpreis (Inland) ausgezeichnet. Darin geht es um Hiroshi Doi, der als Kind einen Sommer im Anwesen seiner Großeltern verbringt und dabei ein mysteriöses Familiengeheimnis entdeckt. Als er gegen die Regel seines Großvaters verstößt, Bücher im Regal nicht zu verrücken, erlebt er am nächsten Morgen eine unerklärliche Begebenheit. Jahre später verfolgt Hiroshi als Erwachsener mithilfe des Tagebuchs seines verstorbenen Großvaters die Geschichte seiner Familie zurück – und stößt auf ein zeitübergreifendes Geheimnis.
2021 veröffentlichte er den Erzählband Zangetsuki (残月記, Chronik des verbleibenden Mondes), der 2022 sowohl den Yoshikawa-Eiji-Literaturpreis für Nachwuchsautoren als auch den Großen Preis für Japanische SF erhielt. 2023 erschien sein Kurzgeschichtenband Wazawai (禍, Unheil), der 2024 in der Anthologie Kono Horā ga Sugoi! (このホラーがすごい!, Dieser Horror ist großartig!) als bestes japanisches Horrorbuch des Jahres ausgezeichnet wurde.

## Werke

### Romane und Erzählbände
- Zōdaiha ni tsugu (増大派に告ぐ, An die Expansionisten), 2009.
- Hon ni datte osu to mesu ga arimasu (本にだって雄と雌があります, Auch Bücher haben ein männliches und ein weibliches Geschlecht), 2012.
- Zangetsuki (残月記, Chronik des verbleibenden Mondes), 2021; 
  - franz. Lune rémanente, 2025, ISBN 978-2743665500
- Wazawai (禍, Unheil), 2023.

## Auszeichnungen
- 2009: Großer Preis für japanische Fantasy-Romane für Zōdaiha ni tsugu
- 2013: Twitter-Literaturpreis (Inland) für Hon ni datte osu to mesu ga arimasu
- 2022: Yoshikawa-Eiji-Literaturpreis für Nachwuchsautoren für Zangetsuki
- 2022: Großen Preis für Japanische SF für Zangetsuki
- 2024: Bestes japanisches Horrorbuch des Jahres für Wazawai in Kono Horā ga Sugoi!